# Hedvig Lindahl
Rut Hedvig Lindahl (* 29. April 1983 in Katrineholm) ist eine ehemalige schwedische Fußballtorhüterin. Sie war zehnmal Torhüterin des Jahres in Schweden und wurde zweimal mit dem Diamantbollen als Spielerin des Jahres ausgezeichnet. Mit 20 WM-Spielen ist sie schwedische WM-Rekordspielerin.

## Werdegang

### Vereine

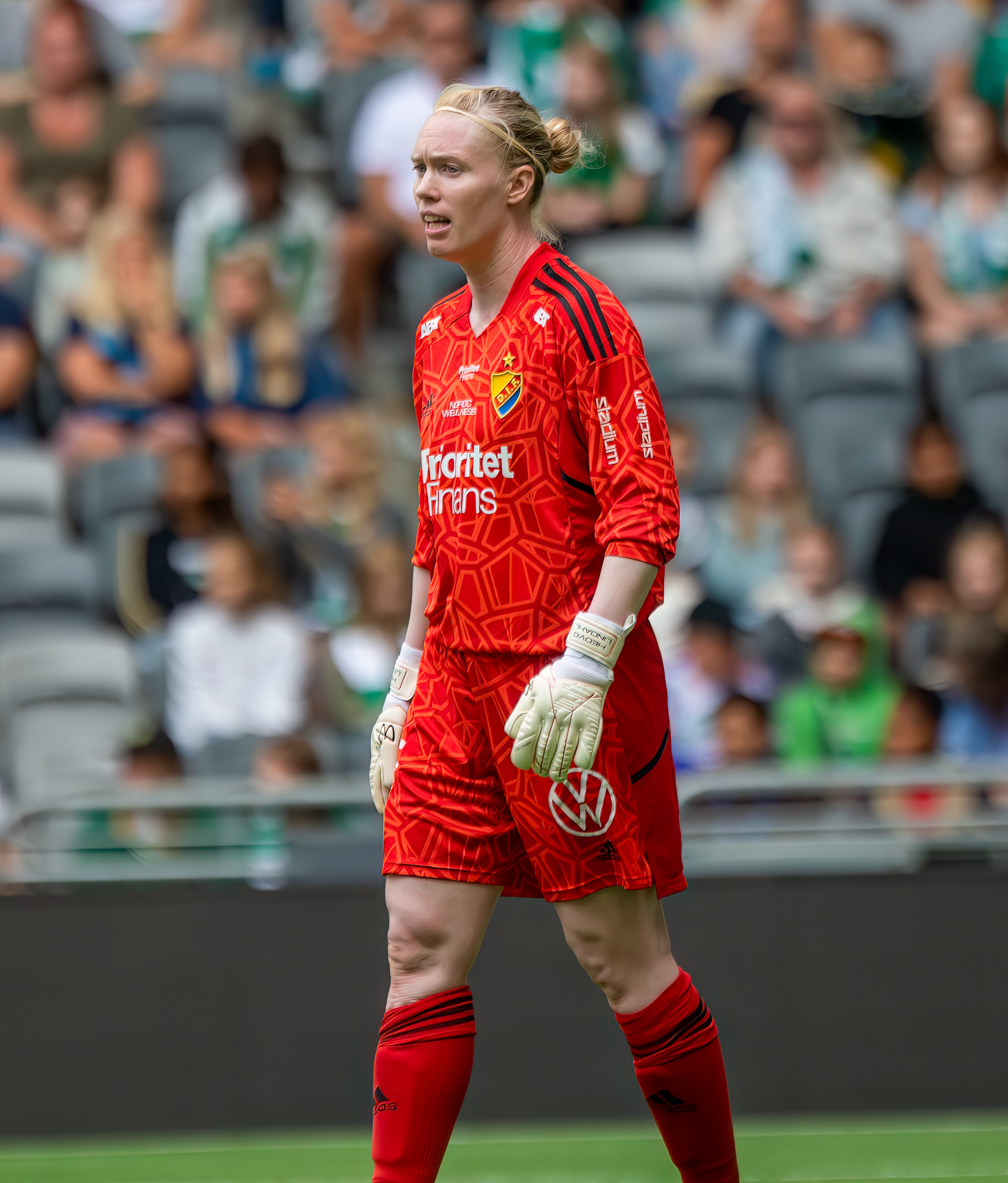
Hedvig Lindahl für Djurgården (2022)

Lindahl spielte im Zeitraum zwischen Januar 2005 und Dezember 2008 für den Linköpings FC und wechselte dann für zwei Jahre zum Kopparbergs/Göteborg FC. Von 2011 bis 2014 spielte sie für Kristianstads DFF. Zur Saison wechselte sie zu den Chelsea Ladies in die englische FA WSL. In ihrer ersten Saison in England hatte sie mit nur zehn Gegentoren maßgeblichen Anteil am ersten Titel für die Chelsea Ladies. In der UEFA Women’s Champions League 2015/16 scheiterte sie dann im Achtelfinale am späteren Finalisten VfL Wolfsburg. Und auch in der folgenden Saison, für die sich Chelsea als Vizemeister qualifiziert hatte, war wieder gegen die Wölfinnen Schluss, diesmal bereits im Sechzehntelfinale. 2017/18 trafen dann beide erst im Halbfinale aufeinander – wieder mit dem besseren Ende für die deutsche Mannschaft. Nachdem sie zuvor in allen Champions-League-Spielen der Chelsea Ladies im Tor stand, teilt sie sich in der Saison 2018/19 den Platz im Tor mit der deutschen Torhüterin Ann-Katrin Berger: beide kamen in den ersten drei K.-o.-Runden je dreimal zum Einsatz. Nach der Frauen-WM 2019 wechselte sie zum deutschen Meister VfL Wolfsburg. Dort vertrat sie Almuth Schult und absolvierte 21 Pflichtspiele. Im Juli 2020 wechselte Lindahl in die spanische Liga zu Atlético Madrid und unterschrieb dort einen Zweijahresvertrag.
Im Juli 2022 kehrte sie in ihre Heimat zurück und spielte für Djurgården Damfotboll.
2024 bestritt sie noch sieben Spiele für den Zweitligisten Eskilstuna United und beendete am 25. Mai 2024 ihre Karriere.

### Nationalmannschaft
Nach zwölf U-23-, sieben U-19- und sechs U-17-Spielen gab sie am 25. Januar 2002 beim 5:0 gegen England ihr Debüt in der A-Nationalmannschaft. Sie nahm mit der schwedischen Fußballnationalmannschaft der Frauen an den Frauen-Europameisterschaft 2005 in England und 2009 in Finnland sowie an der Fußball-Weltmeisterschaft der Frauen 2007 in China und den Olympischen Spielen in Peking teil. Als Stammtorhüterin der Nationalmannschaft wurde sie auch für die WM 2011 nominiert. Sie kam in allen drei Vorrundenspielen zum Einsatz und erreichte mit ihrer Mannschaft ungeschlagen das Viertelfinale, wo sie auf die Australierinnen trafen, gegen die Schweden mit 3:1 gewann und damit sowohl das Halbfinale gegen Japan erreichte, als auch die Qualifikation für die Olympischen Spiele in London perfekt machte. Im Halbfinale gegen Japan, das mit 1:3 verloren wurde, wurde sie beim 1:1 „getunnelt“ und beim 1:2 wirkte sie orientierungslos. Beim 1:3 hatte sie Pech, dass ihr Abwehrversuch an der Strafraumgrenze direkt vor den Füßen von Nahomi Kawasumi landete und diese den Ball aus 30 m per Bogenlampe ins leere Tor beförderte. Am 16. Juli 2011 gewann sie mit der Mannschaft das Spiel um Platz drei beim 2:1-Sieg über Frankreich. Lindahl stand im schwedischen Kader für die Olympischen Spiele 2012 und wurde in vier Spielen eingesetzt. 2013 nahm sie mit Schweden an der Europameisterschaft in ihrem Heimatland teil, kam aber zu keinem Einsatz. Nachdem sie 2013 nur zu fünf Einsätzen gekommen war, war sie 2014 wieder Stammtorhüterin.
Am 3. August 2014 machte sie beim 0:4 im Freundschaftsspiel gegen England, bei dem sie beim Stand von 0:1 zur zweiten Halbzeit ausgewechselt wurde, als zweite schwedische Torhüterin ihr 100. Länderspiel.
Bei der WM 2015 wurde sie in allen vier Spielen eingesetzt und sorgte mit dafür, dass ihre Mannschaft bis ins Achtelfinale vorstieß. So wurde sie auch als beste Spielerin des torlosen Remis gegen die USA ausgezeichnet. Im Achtelfinale gegen Deutschland konnte sie bereits nach 20 Sekunden einen Rückstand verhindern und war auch in der Folgezeit der einzige Garant ihrer Mannschaft, dass es kein Debakel gab. Erst in der 24. Minute war sie bei einem Distanzschutz von Anja Mittag machtlos und hatte 12 Minuten später bei einem Strafstoß ebenfalls das Nachsehen. Weitere Tore konnte sie dann zunächst verhindern, musste dann aber in der Schlussphase noch zwei Tore hinnehmen, wobei sie beide Male unglücklich aussah. Schweden verlor somit mit 1:4, wodurch die WM für Schweden vorzeitig beendet war. Dadurch verpassten die Schwedinnen auch die direkte Qualifikation für die Olympischen Spiele 2016, konnten dies aber beim Qualifikationsturnier im März 2016 nachholen. Bei den Olympischen Spielen erreichten die Schwedinnen zwar nur als einer der beiden besten Gruppendritten das Viertelfinale, schalteten dann aber zunächst Titelverteidiger USA und anschließend Gastgeber Brasilien jeweils im Elfmeterschießen aus. Dabei konnte sie gegen Brasilien zwei und gegen die USA einen Elfmeter abwehren. Im Finale verloren sie dann aber wieder einmal gegen Deutschland.
Kurz nach den Olympischen Spielen qualifizierte sie sich mit ihrer Mannschaft für die Fußball-Europameisterschaft der Frauen 2017, wo sie im ersten Spiel erneut auf Deutschland traf und es erstmals zu einem Remis zwischen beiden Mannschaften kam. Beide schieden dann im Viertelfinale gegen die späteren Finalisten Niederlande und Dänemark aus.
In der anschließenden Qualifikation zur WM 2019 kam sie in den sieben ausgetragenen Spielen der Schwedinnen zum Einsatz, blieb dabei fünfmal ohne Gegentor und qualifizierte sich mit ihrer Mannschaft für die WM. Am 16. Mai wurde sie auch für die WM nominiert. Bei der WM wurde sie ebenfalls in allen sieben Spielen eingesetzt, wobei sie wieder keine Minute verpasste. Als Gruppenzweite erreichten sie die K.-o.-Runde, wo sie im Achtelfinale den 1:0-Sieg gegen Kanada durch einen gehaltenen Strafstoß sicherte. Im Viertelfinale gewannen die Schwedinnen nach 24 Jahren wieder ein Pflichtspiel gegen die deutsche Mannschaft und qualifizierten sich damit für die Olympischen Spiele 2020. Im Halbfinale unterlagen sie Europameister Niederlande nach Verlängerung, konnten dann aber das Spiel um Platz 3 gegen England gewinnen. Mit nun 20 WM-Einsätzen löste sie Therese Sjögran als schwedische WM-Rekordspielerin ab.
Sie wurde auch für die wegen der COVID-19-Pandemie um ein Jahr verschobenen Olympischen Spiele 2020 nominiert. Bei den Spielen wurde sie nur im dritten Gruppenspiel gegen Neuseeland nicht eingesetzt, als nach den beiden Auftaktsiegen einige Stammspielerinnen geschont wurden. Im Elfmeterschießen des Finales gegen Kanada konnte sie zwar zwei Elfmeter halten, da aber vier ihrer Mitspielerinnen nicht erfolgreich waren, sprang für die Schwedinnen wie 2016 „nur“ die Silbermedaille heraus.
In der anschließenden Qualifikation zur WM 2023 stand sie in den ersten sieben Spielen fünfmal im Tor und qualifizierte sich mit ihrer Mannschaft durch ein 1:1 gegen Irland im siebten Spiel als erste europäische Mannschaft für die WM-Endrunde.
Am 7. Juni wurde sie für die EM-Endrunde nominiert. Für sie und die europäische Rekordnationalspielerin Caroline Seger war es die fünfte Teilnahme. Sie war die älteste Teilnehmerin mit 39 Jahren und 71 Tagen beim Auftaktspiel am 9. Juli. Sie stand in den fünf Spielen ihrer Mannschaft im Tor. Mit einer 0:4-Niederlage gegen Gastgeber England schieden die Schwedinnen im Halbfinale aus. Danach wurde sie noch nicht wieder nominiert.

## Erfolge
- Dritte der Weltmeisterschaft 2011 und 2019
- Englischer Meister: 2015, 2017 und 2017/18
- Deutsche Meisterschaft: 2020
- Deutscher Pokalsieger: 2020
- FA Women’s-Cup-Siegerin: 2014/2015 und 2017/2018
- Olympische Spiele 2016, 2020: Silbermedaille
- Algarve-Cup-Siegerin 2018 (zusammen mit den Niederlanden[16])
- Spanische Supercup-Siegerin 2021

## Privates
Lindahl ist seit 2011 mit ihrer deutschen Ehefrau Sabine verheiratet und sie haben zusammen zwei Söhne (geb. 2014 und 2017).

## Auszeichnungen
- Torhüterin des Jahres in Schweden 2004, 2005, 2009, 2014, 2015, 2016, 2017, 2018, 2019 und 2021[18]
- Diamantbollen 2015 und 2016[19]